# Nokia 8.1
Nokia X7，是一款运行Android操作系统的诺基亚品牌中高端智能手机。于北京时间2018年10月16日14:00在北京发布。中國版名Nokia X7，國際版名Nokia 8.1。

## 规格

### 硬件
Nokia X7由高通骁龙710中央处理器驱动，分三种规格：「4GB RAM + 64GB ROM」、「6GB RAM + 64GB ROM」、「6GB RAM + 128GB ROM」。除了内存和存储空间外，其他硬件参数没有差异。而Nokia 8.1仅有「4GB RAM + 64GB ROM」一种规格。两个型号都支持Micro SD储存卡扩展。
显示面板为6.18英寸18.7：9FHD+液晶屏，分辨率为2246×1080；手机在发布时曾强调屏幕使用DC调光技术，而非PWM调光，但在之后的简介中将相关语句删除。手机采用金属边框、玻璃后盖设计。
后置主摄像头传感器为1200万像素，后置副摄像头1300万像素；前置摄像头均为2000万像素。后置主镜头有光学防抖，并且镜头组有卡尔蔡司认证。
此外Nokia X7没有配备NFC芯片，而Nokia 8.1则有配备。

### 软件
Nokia X7搭载了Android 8.1操作系统，而Nokia 8.1则搭Android 9。其开发商HMD承诺Nokia X7提供两年系统更新和三年安全补丁更新。